# Datalog
Datalog — язык декларативного логического программирования. Хотя синтаксически он выглядит как подмножество Prolog, Datalog обычно использует восходящую, а не нисходящую модель разрешения выражений. Это отличие приводит к значительному отличию поведения и свойств от Пролога. Он часто используется в качестве языка запросов для дедуктивных баз данных. В последние годы Datalog нашел новое применение в интеграции данных, извлечении информации, создании сетей, анализе программ, безопасности, облачных вычислениях и машинном обучении.
Его истоки восходят к началу логического программирования, но он стал выделяться как отдельная тематика примерно в 1977 году, когда Эрве Галлер и Джек Минкер организовали семинар по логике и базам данных. Дэвиду Майеру приписывают введение термина Datalog.

## Возможности, ограничения и расширения
В отличие от Пролога, операторы программы Datalog могут быть указаны в любом порядке. Более того, запросы Datalog к конечным множествам гарантированно завершатся, поэтому в Datalog нет оператора cut в Прологе. Это делает Datalog полностью декларативным языком.
В отличие от Пролога, Datalog:
- запрещает сложные термы в качестве аргументов предикатов, например, p (1, 2) допустимо, но не p (f (1), 2),
- накладывает определенные стратификационные ограничения на использование отрицания и рекурсии,
- требует, чтобы каждая переменная, которая появляется в заголовке предложения, также появлялась в неарифметическом положительном (то есть не инвертированном) литерале в теле предложения,
- требует, чтобы каждая переменная, появляющаяся в отрицательном литерале в теле предложения, также появлялась в некотором положительном литерале в теле предложения[5]

Процедура разрешения запроса с помощью Datalog основана на логике первого порядка, и, по этой причине, является правильной и полной. Однако Datalog не является полным по Тьюрингу и, таким образом, используется в качестве предметно-ориентированного языка, который может использовать преимущества эффективных алгоритмов, разработанных для разрешения запросов. Действительно, для эффективного выполнения запросов были предложены различные методы, например, алгоритм Magic Sets, табличное логическое программирование или разрешение SLG.
Некоторые широко используемые системы баз данных включают идеи и алгоритмы, разработанные для Datalog. Например, стандарт SQL:1999 включает рекурсивные запросы, а алгоритм Magic Sets (первоначально разработанный для более быстрой оценки запросов Datalog) реализован в IBM DB2.  Кроме того, механизмы Datalog стоят за специализированными системами баз данных, такими как база данных Intellidimension для семантической сети. В Datalog было внесено несколько расширений, например, для поддержки агрегатных функций, для обеспечения объектно-ориентированного программирования или для разрешения дизъюнкций в качестве заголовков предложений. Эти расширения оказывают существенное влияние на определение семантики Datalog и на реализации конкретных версия интерпретатора Datalog.

## Фрагменты
Программы Datalog могут использовать или не использовать отрицание в телах правил: программам Datalog с отрицанием часто требуется использовать его как стратифицированное отрицание, чтобы гарантировать, что семантика четко определена. Программы Datalog могут использовать или не использовать неравенства между переменными в телах правил.
Определены некоторые синтаксические фрагменты Datalog, такие как следующие (от наиболее ограниченного к наименее ограниченному):
- линейный журнал данных, где тела правил должны состоять из одного атома
- защищенный журнал данных, где для каждого правила все переменные, которые встречаются в телах правил, должны встречаться вместе по крайней мере в одном атоме, называемом защитным атомом.
- журнал данных с защитой границ, где для каждого правила все переменные, которые являются общими для тела правила и заголовка правила (называемые пограничными переменными), должны все вместе встречаться в защитном атоме.

Еще одно ограничение касается использования рекурсии: нерекурсивный Datalog определяется путем запрета рекурсии в определении программ Datalog. Этот фрагмент Datalog так же выразителен, как объединение конъюнктивных запросов, но запись запросов в виде нерекурсивного Datalog может быть более лаконичной.

## Выразительность
Проблема ограниченности для Datalog сводится к выяснению, является ли программа Datalog ограниченной, т. е. может ли максимальная глубина рекурсии, достигнутая при оценке программы во входной базе данных,быть ограничена некоторой константой. Другими словами, эта проблема сводится к тому, можно ли переписать программу Datalog как нерекурсивную программу Datalog. Решение проблемы ограниченности произвольных программ Datalog неразрешимо, но ее можно сделать разрешимой, ограничившись некоторыми фрагментами Datalog.

## Примеры
Эти две строки определяют два факта, то есть вещи, которые всегда имеют место:
```
parent
(
xerces
,
 
brooke
).

parent
(
brooke
,
 
damocles
).

```

Вот что они означают: xerces является родителем brooke, а brooke является родителем damocles. Имена пишутся строчными буквами, потому что строки, начинающиеся с прописной буквы, обозначают переменные.